# Garešnički Brestovac
Garešnički Brestovac is een plaats in de gemeente Garešnica in de Kroatische provincie Bjelovar-Bilogora. De plaats telt 1007 inwoners (2001).